# Simon Cadell
Pour les articles homonymes, voir Cadell.
Simon Cadell est un acteur britannique né le 19 juillet 1950 et mort le 6 mars 1996 à Londres.